# A régi nyár (operett)
A régi nyár, címváltozata: Régi nyár, Lajtai Lajos és Békeffi István operettje, amely eredetileg Fedák Sárinak íródott, azonban 1928-ban Honthy Hanna főszereplésével mutatták be.

## Alkotók
- Lajtai Lajos és Békeffi István

## Bemutatók

### Magyarország
- 1928. június 15., Budai Színkör

### Németország
- 1929. november 9., Nürnberg, Stadttheater, Sommer von Einst címen

## Az ősbemutató szereplői
- Honthy Hanna (Mária)
- Zilahy Irén (Zsuzsi, a leánya)

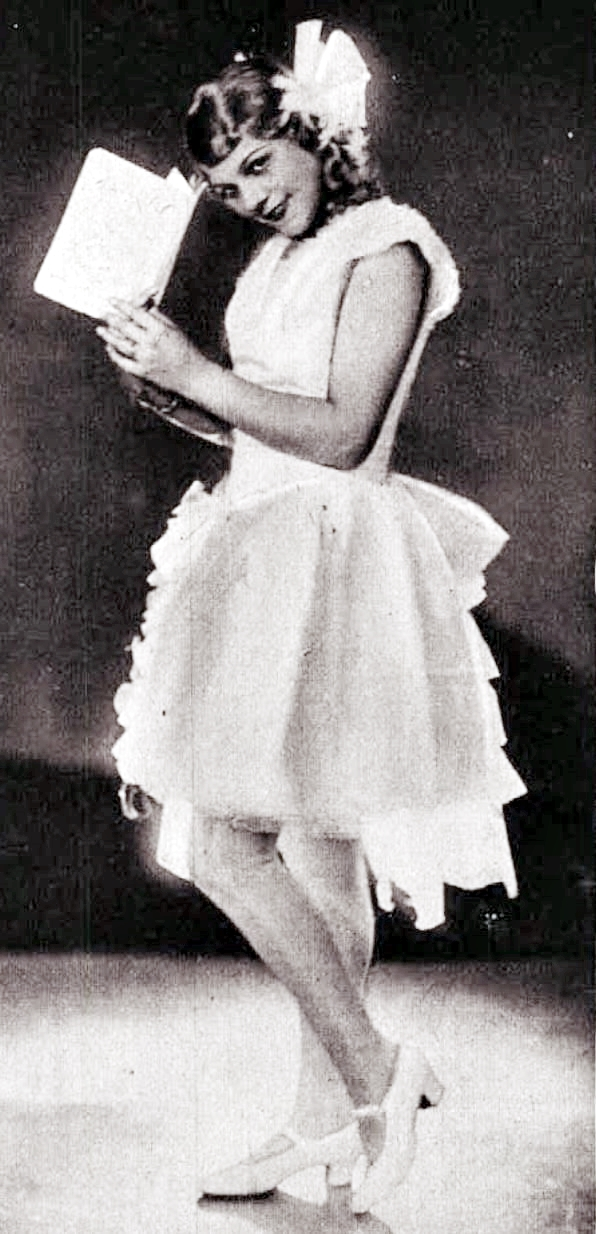
Zilahy Irén, az ősbemutató egyik szereplője (Halász Vilma felvétele)

- Petheő Attila (Báró Jankovich János)
- Sziklay József (Miklós, a fia)
- Simon Marcsa (Mimóza)
- Turay Ida (Manci)
- Gózon Gyula (Trafina úr)
- Hamvas Józsa (Cukrászné)
- Gallai Nándor (Bob, revütáncos)
- Czuppon Sári (Kitty, revügörl)
- Rasovszky Juci (Lulu, revügörl)
- Abay Gyula (Karmester)
- Pataki Ferenc (Főpincér)
- Pallós János (Pincér)

## Máriák
- Honthy Hanna (1928-ban és az 1942-es filmben)
- Biller Irén
- Síró Anna
- Ruttkai Éva (az 1970-es tévéfilmben)
- Törőcsik Mari (József Attila Színház, 1983; Szegedi Nemzeti Színház, 1984)
- Komáromy Éva (Miskolci Nemzeti Színház, 1985)
- Felkai Eszter (Békéscsabai Jókai Színház, 1989)
- Tiboldi Mária (Veszprémi Petőfi Színház, 1989)
- Thirring Viola (Kassai Thália Színház, 1992)
- Bánsági Ildikó (Székesfehérvári Nyári Színház, 1993)
- Felföldi Anikó (tatabányai Jászai Mari Színház, 1996)
- Fekete Gizi (Szegedi Nemzeti Színház, 1997)
- Gyöngyössy Katalin (Győri Nemzeti Színház, 1997)
- Kovács Zsuzsa (Ruttkai Éva Színház, 2000)
- Kállay Bori (Miskolci Nemzeti Színház, 2004)
- Varga Szilvia (Soproni Petőfi Színház, 2007)
- Nagy-Kálózy Eszter (Komáromi Jókai Színház, 2010)
- Kerekes Éva (Csiky Gergely Színház (Kaposvár), 2011)
- Kalocsai Zsuzsa ((tatabányai Jászai Mari Színház, 2012; Budapesti Operettszínház, Raktárszínház, 2013)
- Saárossy Kinga (egri Gárdonyi Géza Színház, 2018)
- Kertész Marcella (Szigligeti Színház (Szolnok), 2019. szeptember 27.)

## Zeneszámok
- Hol van az a nyár
- Legyen a Horváth-kertben Budán...
- Ne  félj  a  csóktól,  babám
- Jaj, de  kell  vigyázni...

## Feldolgozások
1942-ben Honthy Hanna főszereplésével, Zalabéri Horváth János forgatókönyvével és Podmaniczky Félix rendezésében mutatták be az operett mozifilmváltozatát. 1970-ben svéd–magyar koprodukcióban készült el a tévéfilmváltozat Ruttkai Éva főszereplésével és Keleti Márton rendezésében. 1987-ben a József Attila Színház előadását rögzítette a Magyar Televízió (bemutató: 1983) Törőcsik Mari főszereplésével, Iglódi István rendezésében.